# Ankhmaa

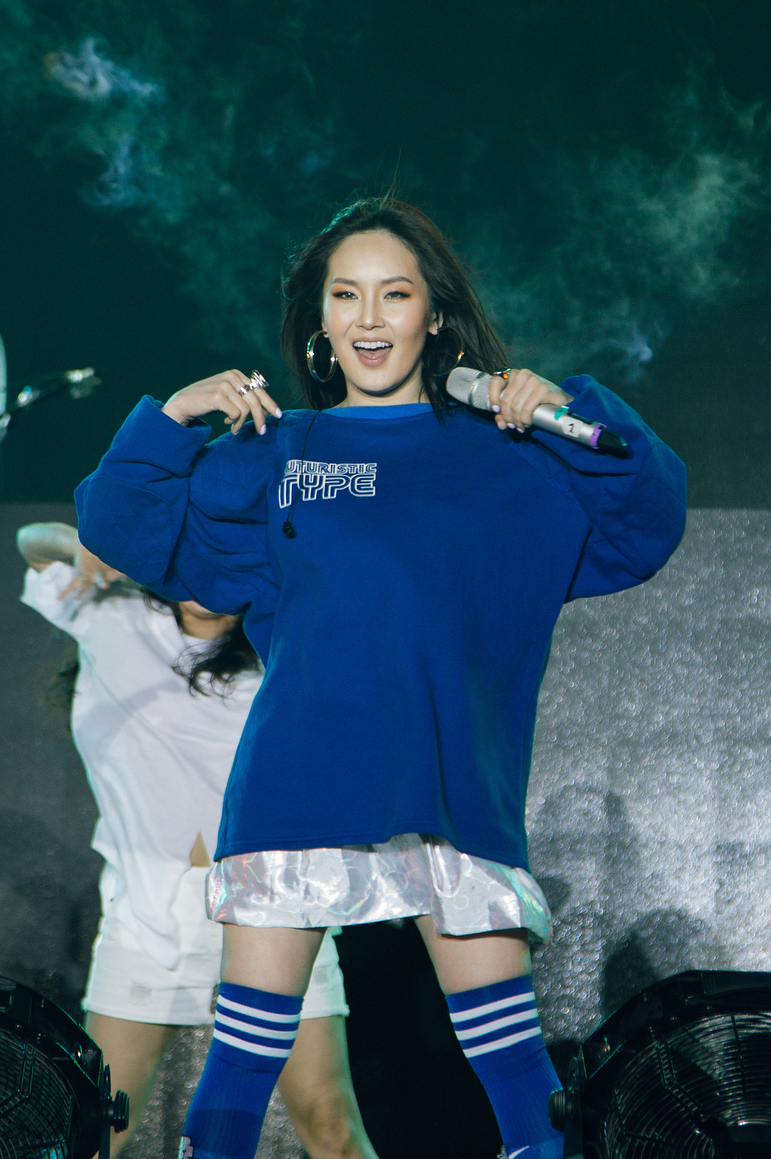
Ankhmaa

Ankhmaa Gankhuyag, (mongolisch Ганхуяг Анхмаа, ᠭᠠᠩᠬᠤᠶᠠᠭ ᠠᠩᠬᠠᠮ᠎ᠠᠪᠠᠨ; * 28. April 1986 in Ulaanbaatar), besser bekannt als Ankhmaa, ist eine mongolische Filmschauspielerin, Sängerin und Produzentin.

## Biografie
Ankhmaas Mutter war Lehrerin an der Mongolian State University für Kunst und Kultur. Sie absolvierte 2001 in der Mongolei die Hochschule für Musik und Tanzen als professionelle Pianistin. Während der Jahre an der Mongolian State University begann sie 2005 ihre Gesangskarriere mit der Band 3 Охин (3 Okhin). Dort veröffentlichte die Band sechs Alben, über dreißig Musikvideos und veranstaltete drei Konzerte. 2007 schloss sie ihr Studium an der Mongolian State University ab. 2017 gründete sie das Filmstudio ANA Entertainment.  Am 10. Mai 2017 brachte das Studio den Film Uur Tsaigaasai. Regie führte Sengedorj J.
Seit 2019 verfolgt sie ihre Solokarriere. Ihre erste Single war „Bi Chinii Hairtai Busgui“. Später im April 2019 wurde ihr Musikvideo zu „Tengeriin Shigtgee“ mit Batchuluun veröffentlicht.

## Filmografie (Auswahl)
- 2009: Say Kilometer
- 2011: France Unselt
- 2012: Garal Ugsaa
- 2015: Uchral
- 2017: Uur Tsaigaasai[9]

## Diskografie

### Singles
- Waiting For You
- Bi Chinii Hairtai Busgui[10]
- Hair Chi Irsen
- Tengeriin Shigtgee (mit Batchuluun)